# Председник Скупштине Црне Горе
Председник Скупштине Републике Црне Горе председава Скупштином Републике Црне Горе. Мандат председника Скупштине траје четири године.
Председник Скупштине обавља дужност председника Републике, у случају да он превремено оконча петогодишњи мандат.

## Списак председника Скупштине Црне Горе

### Монархија

#### Председници Правитељствујушчег сената црногорског и брдског (1831—1879)
| # | Слика | Име                  | Животни век | Трајање мандата— Изборни мандати | Трајање мандата— Изборни мандати |
| - | ----- | -------------------- | ----------- | -------------------------------- | -------------------------------- |
| 1 |       | Иван Вукотић         |             | 2. септембар 1831                | јануар 1834                      |
| 2 |       | Перо Томов Петровић  | 1800 - 1854 | 3. септембар 1837.               | 1. децембар 1853.                |
| 3 |       | Ђорђије Петровић     |             | 1. децембар 1853.                | 18. фебруар 1857.                |
| 4 |       | Мирко Петровић Његош | 1820 - 1867 | 18. фебруар 1857.                | 20. јул 1867.                    |
| 5 |       | Божо Петровић Његош  | 1846 - 1929 | 20. јул 1867.                    | 20. март 1879.                   |

#### Председници Народне скупштине (1879—1918)
| # | Слика | Име                    | Животни век | Странка               | Трајање мандата— Изборни мандати | Трајање мандата— Изборни мандати |
| - | ----- | ---------------------- | ----------- | --------------------- | -------------------------------- | -------------------------------- |
| 1 |       | Шако Петровић Његош    | 1854 - 1914 | Народна странка       | 27. новембар 1906.               | 9. јул 1907.                     |
| 2 |       | Лабуд Гојнић           | 1865 - 1916 | /                     | 27. новембар 1907.               | 14. децембар 1908.               |
| 3 |       | Марко Ђукановић        | 1860 - 1930 | Права народна странка | 14. децембар 1908.               | 1. децембар 1910.                |
| 4 |       | Мило Дожић             | 1869 - 1919 | /                     | 1. децембар 1910.                | 12. фебруар 1911.                |
| 5 |       | Јован Симонов Пламенац | 1873 - 1944 | Права народна странка | 1. децембар 1911.                | 25. октобар 1913.                |
| 6 |       | Мило Дожић             | 1869 - 1919 | /                     | 28. јануар 1914.                 | 4. јануар 1916.                  |
| 7 |       | Саво Церовић           |             | /                     | 24. новембар 1918.               | 29. новембар 1918.               |

### Република

#### ПредседнициЗАВНО Црне Горе и Бокеи ЦАСНО (1943—1944)
| # | Слика | Име          | Животни век | Странка                   | Трајање мандата— Изборни мандати | Трајање мандата— Изборни мандати |
| - | ----- | ------------ | ----------- | ------------------------- | -------------------------------- | -------------------------------- |
| 1 |       | Нико Миљанић | 1892 - 1957 | Народни фронт Југославије | 15. новембар 1943                | 31. јул 1944                     |

#### Председници Президијума Народне скупштине (1944—1974)
| #   | Слика | Име              | Животни век | Трајање мандата— Изборни мандати | Трајање мандата— Изборни мандати | Странка                          |
| --- | ----- | ---------------- | ----------- | -------------------------------- | -------------------------------- | -------------------------------- |
| (1) |       | Нико Миљанић     | 1892 - 1957 | 31. јул 1944                     | 21. новембар 1946                | Народни фронт Југославије        |
| 2   |       | Милош Рашовић    | 1892 - 1988 | 21. новембар 1946                | 6. новембар 1950                 | Комунистичка партија Југославије |
| 3   |       | Никола Ковачевић | 1890 - 1964 | 6. новембар 1950                 | 15. децембар 1953                | Савез комуниста Југославије      |
| 4   |       | Блажо Јовановић  | 1907 - 1976 | 15. децембар 1953                | 12. јул 1962                     | Савез комуниста Југославије      |
| 5   |       | Филип Бајковић   | 1910 - 1985 | 12. јул 1962                     | 5. мај 1963                      | Савез комуниста Југославије      |
| 6   |       | Андрија Мугоша   | 1910 - 1985 | 5. мај 1963                      | 5. мај 1967                      | Савез комуниста Југославије      |
| 7   |       | Вељко Милатовић  | 1921 - 2004 | 5. мај 1967                      | 6. октобар 1969                  | Савез комуниста Југославије      |
| 8   |       | Видоје Живковић  | 1927 - 2000 | 6. октобар 1969                  | 1. април 1974                    | Савез комуниста Југославије      |
| 9   |       | Будислав Шошкић  | 1925 - 1979 | 1. април 1974                    | 5. април 1974                    | Савез комуниста Југославије      |

#### Председници Народне скупштине Црне Горе (1974—1992)
| #   | Слика | Име                | Животни век | Трајање мандата— Изборни мандати | Трајање мандата— Изборни мандати | Странка                     |
| --- | ----- | ------------------ | ----------- | -------------------------------- | -------------------------------- | --------------------------- |
| (9) |       | Будислав Шошкић    | 1925 - 1979 | 5. април 1974                    | 12. август 1979                  | Савез комуниста Југославије |
| 10  |       | Радивоје Брајовић  | 1935 -      | август 1979                      | април 1982                       | Савез комуниста Југославије |
| 11  |       | Милутин Тањевић    | 1927 - 2011 | април 1982                       | мај 1983                         | Савез комуниста Југославије |
| 12  |       | Омер Курпејовић    | 1929 - 2013 | мај 1983                         | мај 1984                         | Савез комуниста Југославије |
| 13  |       | Чедомир Ђурановић  | 1932 - 2012 | мај 1984                         | март 1985                        | Савез комуниста Југославије |
| 14  |       | Марко Матковић     | 1932 - 2016 | мај 1985                         | јун 1986                         | Савез комуниста Југославије |
| 15  |       | Велисав Вуксановић | - 2011      | јун 1986                         | март 1989                        | Савез комуниста Југославије |
| 16  |       | Драган Радоњић     | 1955 -      | март 1989                        | 23. децембар 1990                | Савез комуниста Југославије |
| 17  |       | Ристо Вукчевић     | 1929 - 1994 | 23. децембар 1990                | 28. април 1992                   | Савез комуниста Југославије |

#### Председници Скупштине Црне Горе (1992-)
| #  | Слика             | Име               | Животни век | Трајање мандата— Изборни мандати | Трајање мандата— Изборни мандати | Странка                                   | Сазив               |
| -- | ----------------- | ----------------- | ----------- | -------------------------------- | -------------------------------- | ----------------------------------------- | ------------------- |
| 1  |                   | Ристо Вукчевић    | 1929–1994   | 28. април 1992                   | 12. децембар 1994                | Демократска партија социјалиста Црне Горе | 1. (1990–92)        |
| 1  | 1990, 1992        | 1990, 1992        | 1929–1994   | 2. (1992–96)                     |                                  | Демократска партија социјалиста Црне Горе |                     |
| 2  |                   | Светозар Маровић  | 1955–       | 12. децембар 1994                | 7. јун 2001                      | Демократска партија социјалиста Црне Горе | 3. (1996–98)        |
| 2  | 1996, 1998        | 1996, 1998        | 1955–       | 4. (1998–2001)                   |                                  | Демократска партија социјалиста Црне Горе |                     |
| 3  |                   | Весна Перовић     | 1954–       | 7. јун 2001                      | 5. новембар 2002                 | Либерални савез Црне Горе                 | 5. (2001–2002)      |
| 3  | 2001.             | Весна Перовић     | 1954–       |                                  |                                  | Либерални савез Црне Горе                 | 5. (2001–2002)      |
| 4  |                   | Филип Вујановић   | 1954–       | 5. новембар 2002                 | 30. јул 2003                     | Демократска партија социјалиста Црне Горе | 6. (2002–2006)      |
| 4  | 2002.             | Филип Вујановић   | 1954–       |                                  |                                  | Демократска партија социјалиста Црне Горе | 6. (2002–2006)      |
| 5  |                   | Ранко Кривокапић  | 1961–       | 30. јул 2003                     | 19. мај 2016                     | Социјалдемократска партија Црне Горе      | 6. (2002–2006)      |
| 5  | 2006, 2009, 2012. | 2006, 2009, 2012. | 1961–       | 7. (2006–2009)                   |                                  | Социјалдемократска партија Црне Горе      |                     |
| 5  | 2006, 2009, 2012. | 2006, 2009, 2012. | 1961–       | 8. (2009–2012)                   |                                  | Социјалдемократска партија Црне Горе      |                     |
| 5  | 2006, 2009, 2012. | 2006, 2009, 2012. | 1961–       | 9. (2012–2016)                   |                                  | Социјалдемократска партија Црне Горе      |                     |
| 6  |                   | Дарко Пајовић     | 1972–       | 1. јун 2016                      | 7. новембар 2016                 | Позитивна Црна Гора                       |                     |
| 6  | -                 | Дарко Пајовић     | 1972–       |                                  |                                  | Позитивна Црна Гора                       |                     |
| 7  |                   | Иван Брајовић     | 1962–       | 7. новембар 2016                 | 23. септембар 2020               | Социјалдемократе Црне Горе                | 10. (2016–2020)     |
| 7  | 2016.             | Иван Брајовић     | 1962–       |                                  |                                  | Социјалдемократе Црне Горе                | 10. (2016–2020)     |
| 8  |                   | Алекса Бечић      | 1987–       | 23. септембар 2020               | 7. фебруар 2022                  | Демократска Црна Гора                     | 11. (2020–2023)     |
| 8  | 2020.             | Алекса Бечић      | 1987–       |                                  |                                  | Демократска Црна Гора                     | 11. (2020–2023)     |
| 9  |                   | Данијела Ђуровић  | 1973–       | 28. април 2022                   | 30. октобар 2023                 | Социјалистичка народна партија Црне Горе  | 11. (2020–2023)     |
| 9  | -                 | Данијела Ђуровић  | 1973–       |                                  |                                  | Социјалистичка народна партија Црне Горе  | 11. (2020–2023)     |
| 10 |                   | Андрија Мандић    | 1965–       | 30. октобар 2023                 |                                  | Нова српска демократија                   | 12. (2023–тренутно) |
| 10 | 2023.             | Андрија Мандић    | 1965–       |                                  |                                  | Нова српска демократија                   | 12. (2023–тренутно) |